# Florida Tuskers
Florida Tuskers fue un equipo profesional de fútbol americano de Estados Unidos con sede en Orlando, Florida, que participó en la United Football League. Jugó sus partidos de local en el Citrus Bowl, en la temporada 2009 el equipo terminó con marca invicta de 6-0, perdió el UFL Championship Game en dos ocasiones consecutivas 2009 y 2010 ante Las Vegas Locomotives.

## Records temporada por temporada
| Temporada | G  | P | E | Pct.  | Lugar | Postemporada                               | Premios                                            |
| 2009      | 6  | 0 | 0 | 1.000 | 1°    | P Championship Game (Las Vegas) 20–17 (TE) | Brooks Bollinger (MVP Temporada) Jim Haslett (COY) |
| 2010      | 5  | 3 | 0 | 0.625 | 2°    | P Championship Game (Las Vegas) 23–20      | Nick Novak (MVP Equipos Especiales)                |
| Total     | 11 | 3 | 0 | 0.786 | 1°    | 0-2                                        |                                                    |

## Historial de entrenador en jefe
| Año(s) | Nombre      | Marca | Pct   | Notas                      |
| ------ | ----------- | ----- | ----- | -------------------------- |
| 2009   | Jim Haslett | 6-1   | 0.857 | Entrenador en Jefe del año |
| 2010   | Jay Gruden  | 5-4   | 0.556 |                            |

## Marca vs. oponentes
| Equipo                    | G | P | E | Pct.  | PF  | PC  |
| ------------------------- | - | - | - | ----- | --- | --- |
| California Redwoods       | 2 | 0 | 0 | 1.000 | 68  | 34  |
| Las Vegas Locomotives     | 3 | 3 | 0 | 0.500 | 137 | 122 |
| Hartford Colonials        | 2 | 0 | 0 | 1.000 | 74  | 27  |
| New York Sentinels        | 2 | 0 | 0 | 1.000 | 59  | 19  |
| Omaha Nighthawks          | 2 | 0 | 0 | 1.000 | 58  | 24  |
| Sacramento Mountain Lions | 0 | 2 | 0 | 0.000 | 37  | 45  |

Nota: G = Ganados, P = Perdidos, E = Empatados.